# زلف‌قرمزی
زُلف‌قرمزی (نام علمی: Acanthis) نام یک سرده از تیره سهره است.
زلف‌قرمزی‌ها لکه‌های ویژه سرخی بر سر و کاکل خود دارند.
سه گونه در این سرده وجود دارد:
- زلف‌قرمزی معمولی (Acanthis flammea)
- زلف‌قرمزی قطبی (Acanthis hornemanni)
- زلف‌قرمزی کوچک (Acanthis cabaret)